# Estadio Alberto Pérez Navarro
El Estadio Alberto Pérez Navarro o Estadio Huixquilucan es un estadio de fútbol ubicado en el municipio de Huixquilucan en el Estado de México. dentro del complejo denominado "FÚTBOL CITY" Tiene un capacidad de 3000 personas en su única tribuna, y ahí tiene sus partidos de local el Club Loyalty Soccer de la Tercera División Profesional.
El estadio está ubicado dentro del complejo denominado "FUTBOL CITY" y cuenta con escuela de futbol en todas las categorías además se integra el parque "ZANZO KIDS" 3000 metros cuadrados de diversión infantil extrema y espacios diseñados para que lo papás se puedan relajar cómodamente.

## Historia
2005 El estadio y todas sus instalaciones fueron creados con la finalidad de formar jugadores de la zona del centro de México. Ahí entrenan y juegan todas las categorías del Club Tecamachalco. En 2021 se convirtió en la sede del equipo Loyalty Soccer de la Liga TDP.

## Dirección
San Francisco Ayotuxco #10 Huixquilucan Estado de México C.P.52760
Es un complejo de entrada Libre.